# Amir Abbas Hoveyda

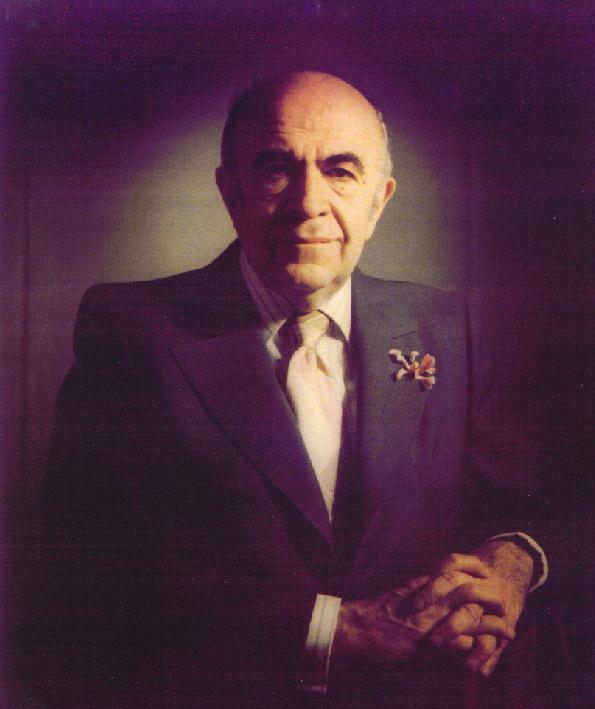
Amir Abbas Hoveyda (1977)

Amir Abbas Hoveyda (persisch امیرعباس هویدا; * 18. Februar 1919 in Teheran; † 7. April 1979 ebenda) war ein iranischer Politiker und vom 27. Januar 1965 bis zum 7. August 1977 Premierminister. Hoveyda war Mitglied und zeitweiliger Generalsekretär der reformorientierten Partei Neues Iran (auch Iran-Novin-Partei genannt).

## Frühe Jahre
Amir Abbas Hoveyda wurde am 18. Februar 1919 als Sohn eines iranischen Diplomaten geboren. Sein Vater Habibollah trug den Titel Eyn al-Molk (persisch für „Auge des Landes“). Als in der Regentschaft von Reza Schah Nachnamen für Iraner verpflichtend wurden, wählte sein Vater den Namen Hoveyda, „der Erkennbare“. Seine Mutter, Afsar al-Moluk, entstammte der königlichen Familie der Kadscharen. Der später als Diplomat bekannt gewordene Fereydoun Hoveyda war sein jüngerer Bruder.
Amir Abbas besuchte die französische Schule in Beirut. Einer seiner Schulfreunde war Schapur Bachtiar, der später wie Hoveyda Premierminister werden sollte. Von Beirut ging Amir Abbas nach Paris, um dort ein Studium zu beginnen. Nachdem es aber zwischen Frankreich und dem Iran zu einer politischen Krise gekommen war, ging er nach Brüssel. An der Université Libre de Bruxelles machte er seinen Abschluss in Politikwissenschaft.
1942 kehrte er nach Teheran zurück, das im Rahmen der anglo-sowjetischen Invasion von britischen und sowjetischen Truppen besetzt worden war. Er begann eine Tätigkeit im Außenministerium und meldete sich freiwillig zur Offiziersausbildung in der iranischen Armee. Nach dem Ende des Zweiten Weltkrieges wurde Amir Abbas Hoveyda Presseattaché an der iranischen Botschaft in Paris. Dort lernte er auch den späteren Premierminister Hassan Ali Mansour kennen. 1946 wurde Hoveyda zusammen mit Mansour in die iranische Botschaft nach Deutschland versetzt, die sich in dieser Zeit in der amerikanischen Besatzungszone in Stuttgart befand.
1950 kehrte Hoveyda in den Iran zurück. Mohammad Mossadegh war Premierminister geworden, Hossein Fatemi hatte den Posten des Außenministers übernommen. Fatemi entließ alle ihm unliebsamen Mitarbeiter darunter auch Abbas Hoveyda. Hoveyda übernahm einen Posten beim Hoher Flüchtlingskommissar der Vereinten Nationen (UNHCR) und ging nach Genf. Nach dem Sturz Mossadeghs kehrte Hoveyda 1956 in den diplomatischen Dienst des Iran zurück und wurde an die iranische Botschaft nach Ankara versetzt.

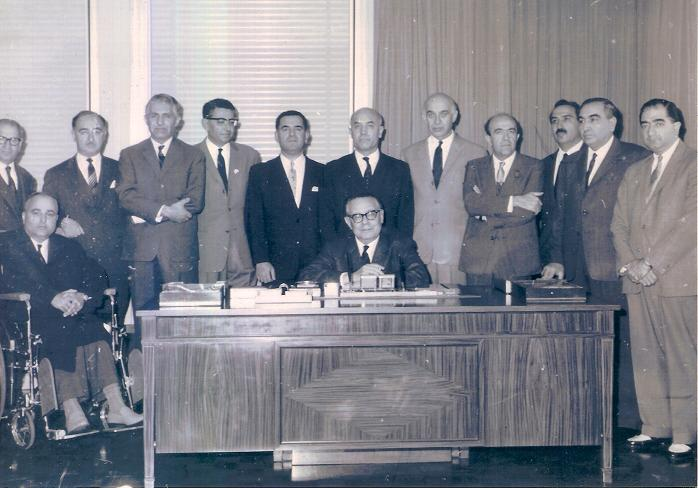
Hoveyda (vierter von rechts) als Mitglied des NIOC-Boards

1958 kehrte er in den Iran zurück und wurde in die Leitung der Nationalen Iranischen Erdölgesellschaft (NIOC) berufen. Neben seiner Tätigkeit bei der NIOC gab Hoveyda die Zeitschrift Talash heraus und veröffentlichte selbst Artikel zur politischen Zukunft des Iran. In einem dieser Artikel schrieb er, dass es Iran nur gelingen könne, den Status eines Entwicklungslandes zu verlassen, wenn eine neue Klasse iranischer Experten ausgebildet würde, die eng mit Schah Mohammad Reza Pahlavi zusammenarbeiten und nach und nach die westlichen Manager ersetzen würden. Das Ziel müsste sein, so schrieb Hoveyda, unter der Fahne des Schahs das Land zu modernisieren, um in naher Zukunft eine Demokratie im Iran zu entwickeln.
Hassan Ali Mansur und Amir Abbas Hoveyda hatten zu Beginn der sechziger Jahre einen politischen Diskussionskreis, den Kreis der Progressiven, gegründet, in dem sich vor allem politisch interessierte Iraner trafen, die in den USA studiert hatten. 1963 erhielt Mansour die Genehmigung aus dem Diskussionskreis eine politische Partei zu machen, die Partei „Neues Iran“ (Iran Novin).
Im März 1964 wurde Hassan Ali Mansur Premierminister und Amir Abbas Hoveyda übernahm das Amt des Finanzministers. Nach der Ermordung Mansurs im Januar 1965 durch Mitglieder der Fedajin-e Islam wurde Hoveyda von Schah Mohammad Reza Pahlavi dem Parlament als neuer Premierminister vorgeschlagen. Hoveyda sollte die Weiße Revolution von Schah Mohammad Reza Pahlavi umsetzen und den Iran, so wie er es in einem seiner Artikel in Talash geschrieben hatte, entwickeln und modernisieren. Ziel dieser Entwicklung sollte ein demokratischer Staat sein.
Hoveyda hatte am 19. Juli 1966 Laila Emami in einer kleinen Zeremonie geheiratet, unter den Hochzeitsgästen waren auch der Schah und Farah Diba. Die Ehe endete 1971 durch Scheidung, das Paar hatte keine Kinder.

## Premierminister

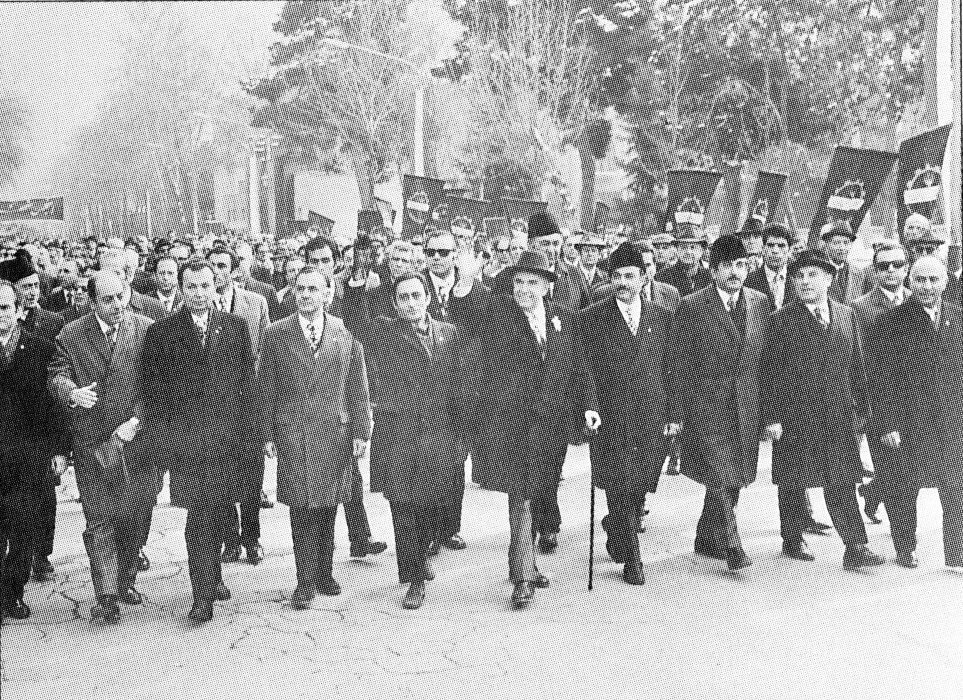
Premierminister Hoveyda mit seinem Kabinett, 1975

Hoveyda liebte es selbst am Steuer seines Paykan zu sitzen, während sein Fahrer und der Sicherheitsbeamte auf dem Rücksitz Platz nahmen

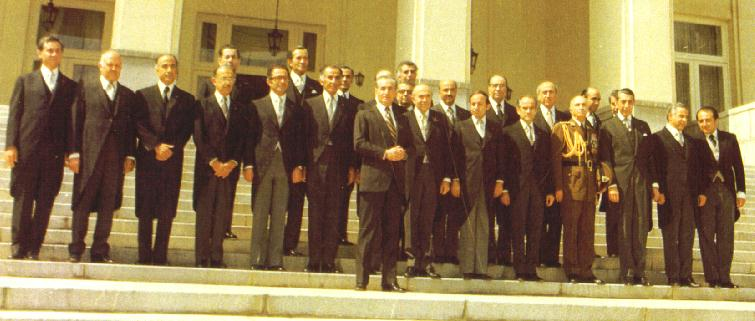
Hoveydas Kabinett mit Schah Mohammad Reza Pahlavi (1975)

Amir Abbas Hoveyda sollte zwölf Jahre lang Premierminister bleiben. Er war damit der am längsten dienende Premierminister in der jüngeren Geschichte des Iran. In seiner Amtszeit sollte sich das Land in einem atemberaubenden Tempo entwickeln. Hoveyda beschrieb den Erfolg seiner Politik 1976 wie folgt: 

„Das Volkseinkommen betrug im Jahr 1963 pro Kopf gerechnet $ 100. 1972 war es bereits auf $ 2.069 angestiegen. ... 1963 hatten lediglich 10% der Schüler Zugang zu Gymnasialausbildung und Studium. An den Universitäten des Iran waren 1963 insgesamt 20.000 Studenten eingeschrieben. Heute haben wir 184 Hochschulen und Universitäten mit 149.000 Studierenden ... Sieben Millionen Iraner besuchen heute eine Schule oder Hochschule. ... Über 40.000 Iraner sind an einer Universität in Europa, den USA oder in einem anderen Industriestaat eingeschrieben.“

Zu Beginn seiner Amtszeit als Premierminister fand im Oktober 1971 die 2500-Jahr-Feier der Iranischen Monarchie statt. Im selben Jahr gewann seine Partei Iran Novin die Parlamentswahlen. Als Premierminister versuchte Hoveyda wiederholt persönlich Kontakte zu maßgeblichen, regimekritischen Intellektuellen zu knüpfen und mit diesen wie mit Schriftstellern und sozialkritischen Akademikern in Dialog zu treten und sie für eine Zusammenarbeit mit dem Schah zu gewinnen. Mit vielen war er seit seiner Jugend befreundet gewesen.
Nicht nur das Land nahm einen unerwarteten Aufschwung unter Premierminister Hoveyda, auch die von ihm mitbegründete Partei, Iran Novin, wurde zu einem Symbol für den Aufstieg des Landes. An dem Parteitag des Jahres 1975 nahmen über 5.000 Delegierte aus dem ganzen Land teil. Unter dem Beifall hunderter geladener ausländischer Gäste feierten die Delegierten den Erfolg ihrer Aufbauarbeit und bestätigten Hoveyda als Generalsekretär von Iran Novin. Hoveyda war auf dem Höhepunkt seiner politischen Laufbahn.
Am 2. März 1975 erklärte Mohammad Reza Schah, dass er das Parteiensystem des Iran neu ordnen wolle. Das bisherige Zweiparteiensystem bestehend aus der Volkspartei (Mardom-Partei) und Iran Novin solle in ein Einparteiensystem überführt werden. Der Name der neuen Partei lautete Rastachiz (Aufbruch). Hoveyda wurde damit beauftragt, die Parteistatuten auszuarbeiten und als erster Generalsekretär zu fungieren.
Im August 1977 kam es zu einer Kabinettsumbildung mit weitreichenden Folgen. Der Schah bat am 5. August 1977 Hoveyda von seinem Amt als Premierminister zurückzutreten und das Amt des Hofminister zu übernehmen. Asadollah Alam, der dieses Amt für 10 Jahre innehatte, war schwer erkrankt. Hoveyda entsprach dem Wunsche des Monarchen. Neuer Premierminister wurde Dschamschid Amusegar.

## Islamische Revolution
Mit der Ablösung des langjährigen Premierministers Amir Abbas Hoveyda durch Dschamschid Amusegar war die „Öffnung des politischen Raumes“ erklärte Politik von Mohammad Reza Schah. Huschang Ansari, einer der führenden Politiker der Rastachiz-Partei, hatte bereits im Juli 1977 erklärt, dass es das Recht eines jeden Bürgers des Iran sei, vollständig und umfassend informiert zu sein, und dass die Presse die öffentliche Meinung wiedergeben solle.
Im Sommer 1977 organisierten Oppositionsgruppen kleinere Protestversammlungen, die von den Sicherheitsorganen nicht wie früher sofort aufgelöst wurden. Im September 1977 fand ohne weitere Zwischenfälle eine Versammlung zu einem Protestgebet statt. Und Mitte Oktober 1977 war von der deutsch-iranischen Gesellschaft in Zusammenarbeit mit dem Goethe-Institut eine auf zwei Wochen andauernde Dichterlesung organisiert worden, auf der regierungskritische Schriftsteller Prosa und Gedichte vor einem tausende Zuhörer zählenden Publikum vortragen konnten.
Der Tod des Sohnes von Chomeini bot seinen Anhängern die Möglichkeit, im November 1977 Trauerzeremonien in allen größeren Städten des Iran zu organisieren, die auch als eine politische Demonstration gegen den Schah verstanden werden konnten. Als erstes wurde das Gerücht verbreitet, Mostafa sei nicht eines natürlichen Todes gestorben, sondern der SAVAK habe ihn im Auftrag des Schahs heimtückisch umgebracht. Das stimmte zwar nicht, denn Mostafa Chomeini war an einem Herzinfarkt verstorben, wurde aber nicht öffentlich kommuniziert. Mit dem angeblich gewaltsamen Tod Mostafas war der Ton für die politische Aussage der Trauerzeremonie gesetzt. In den meisten Städten verliefen die Trauerzeremonien friedlich, doch in Schiras und Täbris kam es zu kleineren Demonstrationen vor den Moscheen, bei denen „Tod dem Schah“ gerufen wurde, das erste Mal, dass dieser Ruf öffentlich zu hören war.
Am 7. Januar 1978 (17. Dei 1356) erschien in der Tageszeitung Ettelā'āt unter dem Namen Ahmad Raschidi Motlagh ein Artikel, der den Titel Iran und der Schwarze und Rote Kolonialismus trug. Angeblich waren Mitarbeiter Hoveydas an der Abfassung des Artikels beteiligt. In diesem Artikel wird Chomeini massiv angegriffen, als Urheber der Demonstrationen von 1963 gegen die Weiße Revolution bloßgestellt und als politischer Vertreter der Großgrundbesitzer bezeichnet, der mit den Kommunisten gemeinsame Sache mache. Die Veröffentlichung des Artikels führte zu gewalttätigen Protesten von Studenten der Religionsschulen in Qom, in deren Verlauf es zu Zusammenstößen mit den Sicherheitskräften kam. Es wurde auf die Demonstranten geschossen und fünf Demonstranten kamen zu Tode. Von den Anhänger Chomeinis wurde das Gerücht verbreitet, dass weit über 100 Demonstranten erschossen worden seien. Bald war von 300 toten Demonstranten die Rede. Die Islamische Revolution hatte begonnen.
Hoveydas Strategie gegen die Krise bestand aus drei Maßnahmen. Als erstes wollte er das Kabinett von Dschamschid Amusegar durch eine Koalitionsregierung angeführt von der Nationalen Front oder von Ali Amini ablösen. Ferner wollte er die finanziellen Machenschaften der Mitglieder der königlichen Familie beenden. Und drittens versuchte er Mohammad Reza Schah davon zu überzeugen, dass man mit der Oppositionsbewegung nur aus einer Position der Stärke heraus verhandeln könne und deshalb erst einmal Recht und Ordnung wiederherstellen müsse.
Am 8. September 1978 kam es dann zu den Schüssen auf Demonstranten am Jaleh-Platz in Teheran. An diesem Freitag, der als Schwarzer Freitag von 1978 in die Geschichte Iran eingehen sollte, kamen 64 Demonstranten und 70 Polizisten und Soldaten der Armee zu Tode. Die Opposition sprach von 15.000 toten Demonstranten. Hoveyda war über die Vorfälle so schockiert, dass er von seinem Amt als Hofminister zurücktrat. Auch Premierminister Dschamschid Amusegar trat zurück. Dschafar Scharif-Emami übernahm das Amt des Premierministers. Nach seinem Rücktritt hatte der Schah Hoveyda den Posten des iranischen Botschafters in Belgien angeboten, Hoveyda lehnte ab.
Am 8. November 1978, zwei Monate nach den Schusswechseln auf dem Jaleh-Platz wurde Amir Abbas Hoveyda als Hauptverantwortlicher für den Einsatz bewaffneter Sicherheitskräfte verhaftet und unter Hausarrest gestellt. Mit Hoveyda waren 60 schahtreue Beamte festgenommen worden.
Nach der Rückkehr Chomeinis am 1. Februar 1979 versuchten Freunde Hoveyda zu überreden, aus dem Haus zu fliehen. Die Wachen waren vor den Revolutionären geflohen, und Hoveyda war frei zu gehen. Doch Hoveyda blieb. Er hatte sich nichts vorzuwerfen und glaubte, vor jedem Gericht bestehen zu können. Hoveyda wurde in die Refah-Schule, dem Hauptquartier Chomeinis während der ersten Tage der Revolution gebracht. Am 15. März 1979 kam es dann zu einem ersten Gerichtsverfahren, das nur zwei Stunden dauern sollte. Das Gericht unter der Leitung von Revolutionsrichter Sadegh Chalchali kam nach zwei Stunden zu keinem Urteil und vertagte sich. Am 7. April 1979 kam es dann zu einer weiteren Verhandlung. Dieses Mal war das Urteil nach zwei Stunden gefunden. Hoveyda wurden siebzehn Vergehen zur Last gelegt, darunter die „Zerstörung der Landwirtschaft und der Wälder“. Nur wenige Minuten nachdem Chalchali das Todesurteil verlesen hatte, wurde Hoveyda in den Schulhof geführt und mit zwei Schüssen angeschossen. Schwer verwundet bat er darum, dass man ihn endlich erschießen möge. Chalchali soll den letzten und tödlichen Schuss selbst abgegeben haben. Andere sagen, dass ihn ein Geistlicher namens Hadi Ghaffari getötet habe. Dieser soll eigenhändig mit einer Pistole in den Nacken geschossen haben, woraufhin Hoveida stürzte und um den Gnadenschuss bettelte. Und dann sollen dem britischen Journalisten Christopher de Bellaigue nach seine letzten Worte gewesen sein: „So hätte es nicht enden sollen.“
Der deutsche Botschaftsrat Strenziok unterrichtete das Auswärtige Amt am 9. April 1979 von der Hinrichtung Hoveydas: 

„Bekanntgabe gestriger Hinrichtung Ex-Premiers Hoveyda kam völlig unerwartet und schockierend nicht nur für ausländische Beobachter. ... Der Schuldspruch lautete zusammengefaßt auf Verantwortung für Einkerkerung, Folter und Tod von Patrioten, Korruption, Förderung fremden Einflusses in Iran und Stützung des Pahlavi-Regimes. ... Die mit vermehrter Intensität wieder aufgenommene Tätigkeit der Revolutionsgerichte war offenbar Khomeinis Antwort auf die in letzter Zeit erhobenen Forderungen von Demokraten, Liberalen und sonstigen Menschenrechtlern, die ihm seine Revolution und seine Islamische Republik verwässern wollen. Hoveydas Hinrichtung hat hier zunächst wieder alle Hoffnungen zerstört, in Khomeinis Islamischer Republik könnten westlich-modernistische Rechtsvorstellungen und -normen einen Platz haben.“

Die Leiche Hoveydas blieb drei Monate lang im Kühlraum der Gerichtsmedizin ein Schaustück der Revolution, bis er schließlich auf dem Friedhof Behesht-e Zahra beerdigt wurde, allerdings anonym, so dass nur seine Familie das Grab kennt.